# 4491 Otaru
4491 Otaru este un asteroid din centura principală, descoperit pe 7 septembrie 1988 de Kin Endate și Kazuo Watanabe.